# Pseudorabdion collaris
Pseudorabdion collaris — вид змій родини полозових (Colubridae). Ендемік Калімантану.

## Поширення і екологія
Pseudorabdion collaris мешкають на острові Калімантан, на території Індонезії, малазійських штатів Сабах і Саравак та Брунею. Вони живуть у вологих рівнинних тропічних лісах, серед опалого листя. Зустрічаються на висоті від 200 до 600 м над рівнем моря. Відкладають яйця.